# Pensjonistpartiet
Pensjonistpartiet är ett norskt politiskt parti, som grundades 1985. År 2023 är Kurt Johnny Hæggernes partiledare. Pensjonistpartiet bygger sitt politiska arbete på en kristen värdegrund, på grundlagen och rättsstatens grund och för att stärka folkstyret. De arbetar för en värdig livssituation för alla pensionärer och svaga grupper i samhället.
Partiet har aldrig blivit invalt i Stortinget, men när dåvarande Stortingsrepresentant Arne Haukvik inte blev nominerad på nytt för Senterpartiet 1997 gick han över till Pensjonistpartiet.